# Jacopo Berengario da Carpi

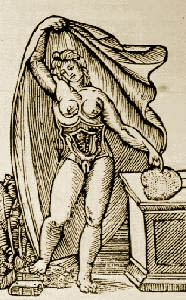
Placa anatòmica de Jacopo Berengario da Carpi que representa una dona embarassada amb l'úter obert

Jacopo Berengario da Carpi (també conegut com Jacobus Berengarius Carpensis, Jacopo Barigazzi, Giacomo Berengario da Carpi o simplement Carp ; c. 1460 - c. 1530) va ser un metge italià. El seu llibre " Isagoge breves " publicat el 1522 el va convertir en l'anatomista més important abans que Andreas Vesalius.

## Primers anys
Jacopo Berengario da Carpi era fill d'un cirurgià. De jove va ajudar el seu pare en el treball quirúrgic, i les seves habilitats quirúrgiques es van convertir en la base del seu treball posterior com a metge. Al final de la seva adolescència, gràcies a l'associació de la seva família amb Lionello Pio, Berengario va passar sota la tutela del gran impressor humanista, Aldo Manuzio, que va venir a Carpi per tutoritzar Alberto III Pio, príncep de Carpi i sembla que va incloure a Berengario en la seva instrucció. A la dècada de 1480, Berengario va assistir a la universitat de Bolonya i es va llicenciar en medicina el 1489.

## Fama per la cura de la sífilis amb mercuri
Després d'obtenir el seu títol, Berengario va tornar amb el seu pare i el va ajudar amb la seva pràctica quirúrgica durant un curt període, però l'afluència de la " malaltia francesa " el 1494 va proporcionar a Berengario l'oportunitat d'avançar en la seva carrera com a metge. Viatjant a Roma, va tractar diversos pacients que patien la malaltia. A jutjar per un relat certament unilateral, el seu treball a Roma va ser una barreja d'èxit financer i fracàs mèdic. Tal com es va citar a la introducció de Lind a l' Isagoge, Benvenuto Cellini va oferir un relat mordaç de la pràctica de Berengario de tractar la sífilis amb dosis de mercuri mentre cobrava "centenars de corones" pagades per avançat. Aparentment, Berengario va tenir prou reputació que el Papa el va convidar al seu servei, però va rebutjar l'oferta i va deixar Roma poc després.

## Anatomia a Bolonya

Isagogae

Poc després del seu treball a Roma, va ser nomenat Maestro nello Studio a Bolonya, una universitat la facultat de la qual només poques vegades eren estrangeres i només quan eren estudiosos de considerable reputació. La reputació de Berengario i les connexions personals amb poderosos mecenes eren de fet força fortes. El 1504, el Papa li va concedir la ciutadania bolonyesa i se li va demanar que tractés pacients distingits en diverses ocasions, com ara Alessandro Soderini (parent d'un cardenal i part de la família Mèdici) el 1513 i Lorenzo de' Medici, duc d'Urbino el 1517. Juntament amb la seva reputació, Berengario va augmentar la seva riquesa convertint-se en col·leccionista d'una varietat d'obres d'art, com ara una estàtua romana, una pintura atribuïda a Rafael i un parell de gerros de Cellini i, finalment, una casa prou gran per contenir-les totes.
Segons tots els comptes, Berengario era alhora un mestre popular i un cultivador consumat d'amics poderosos. Els expedients oficials de la universitat indiquen el seu èxit com a professor respecte a un dels seus companys. Va ser prou hàbil en la diplomàcia per ser nomenat cirurgià de la cort del duc de Ferrara l'any 1529 després de marxar de Bolonya tot i haver estat condemnat a pagar una multa o tallar-li el nas l'any 1500 per parlar de manera insultant d'aquella cort ducal. La personalitat de Berengario es caracteritza habitualment per citar la seva tendència a la confrontació violenta. El 1511, va atacar i robar un estipendi del Papa. També l'any 1511 va atacar un metge que va buscar refugi en una casa propera. La dona del propietari de la casa va resultar ferida en el procés. L'any 1520, per raons no del tot clares, Berengario juntament amb un seguici van atacar la casa de Zambelli Petenghi amb la intenció de prendre possessió d'ella i matar el seu propietari. No va poder entrar, es va veure obligat a conformar-se amb fer mal a la casa. Pel que sembla, a causa de les seves connexions personals, va romandre impune per qualsevol de les seves feines.

## Llegat
El registre editorial de Berengario va començar el 1514 amb una edició de Mondino.
El registre editorial de Berengario Berengario va fer diversos avenços importants en anatomia, inclòs el primer text anatòmic augmentat amb il·lustracions, " Anatomia Carpi". Isagoge breves perlucide ac uberime, in Anatomiam humani corporis ". Aquest llibre posava èmfasi en les versions sensorials sobre les textuals de la veritat, l'èmfasi en la dissecció de cadàvers humans, algunes primeres negacions de l'anatomia galènica basades en l'experiència personal en la dissecció i una preferència per la dissecció de nombrosos cossos seguint un programa específic d'investigació. Mentre que altres anatomistes van afirmar poques disseccions reals al seu nom, el 1522 Berengario da Carpi va afirmar haver anatomitzat diversos centenars de cossos. També va negar l'existència de la rete mirabile de Galen. Més tard, Vesali va afirmar que va ser el primer a fer-ho.

## Antologia
- Berengario da Carpi, Jacopo. Isagogae breues et exactissimae in anatomia humani corporis.  Henricus Sybold, 1530.
- Berengario da Carpi, Jacopo. Commentaria cum amplissimis additionibus super Anatomia Mundini, 1521.
- Berengario da Carpi, Jacopo. De fractura Cranii, liber aureus..  Lugduni Batavorum, ex Officin Joannis Maire, 1651.